# Bryce Bayer
Bryce Edward Bayer (/ˈbaɪər/; 15 de agosto de 1929 – 13 de novembro de 2012) foi um cientista estadunidense que inventou o Filtro de Bayer, que é usado na maioria das câmeras digitais modernas, e que por esse motivo tem sido chamado "o maestro sem o qual a fotografia como a conhecemos não teria sido a mesma". Segundo Larry Scarff, ex-presidente da Camera Phone Image Quality Standards Group, sem a criação de Bayer "ainda poderíamos estar fazendo apenas imagens em preto-e-branco com nossas câmeras digitais."

## Infância e educação
Bryce Edward Bayer nasceu em Portland, Maine, em 15 de agosto de 1929, filho de Alton e Marguerite Willard Bayer. Na infância, ele brincou e experimentou com Brownies e outras câmeras. Formou-se em 1947 na Deering High School de Portland, onde ele passou boa parte do tempo na câmara escura da escola. Segundo seu filho Davi disse ao New York Times após sua morte, seu interesse em fotografia durante a adolescência era tamanho que "ele, na verdade, revelou todas as imagens de seu anuário na escola".
Depois obter o diploma de bacharel em engenharia física da Universidade de Maine, em 1951, Bayer mudou-se para Rochester, Nova Iorque, para trabalhar como pesquisador na Eastman Kodak, onde permaneceria até sua aposentadoria em 1986. Na Kodak ele conheceu Joan Fitzgerald, uma outra pesquisadora, e casaram-se em 1954. Bayer continuou seus estudos na Universidade de Rochester, na qual em 1960 ele obteve um mestrado em estatísticas industriais.

## Filtro Bayer

Padrão Bayer para a remoção do efeito de mosaico.

Em 1974, enquanto trabalhava para a Kodak, Bayer concluiu seu projeto para o Filtro de Bayer, cujo pedido de patente foi depositado em 1975 e conferido em 1976,  através do número 3.971.065. O filtro emprega o que é chamado de "Matriz de Bayer", um arranjo de quadros ou pixels em vermelho, verde e azul, semelhante a um tabuleiro de xadrez, com uma grade de fotossensores que permitem a câmeras digitais capturarem imagens com cores vivas. Metade dos pixels capturam a luz verde, e os outros pixels são divididos entre a luz vermelha e azul. O pedido de patente descreve o filtro como "um sensor de matriz de cores para imagens", que "inclui elementos sensíveis individuais de luminância e de crominância, que estão tão misturados que cada tipo de elemento [...] ocorre em um padrão repetido, com elementos de luminância dominando a matriz".

Matriz de Bayer

"O padrão é muito simples," disse ao New York Times Ken Parulski, ex-cientista-chefe da divisão de câmeras digitais da Kodak, após  a morte de Bayer. "Há o dobro de elementos verdes, em relação aos vermelhos e azuis, porque isso imita a forma que o olho humano capta imagens coloridas". Parulski acrescentou que, apesar de dezenas de outros padrões já criados, incluindo alguns por ele mesmo, "o padrão Bayer tem resistido ao teste do tempo". Segundo Larry Scarff, um ex-presidente da Camera Phone Image Quality Standards Group, "noventa e nove ponto noventa e nove por cento de todas as câmeras digitais — celulares, câmeras de bolso, webcams e câmeras comerciais, usam o Padrão de Bayer para produzir fotos em cor". Segundo um comentarista, o Filtro de Bayer "representou uma significativa mudança de paradigma na maneira de ver e de captura de imagens" e Terry Taber, Vice-Presidente e Diretor de Tecnologia da Kodak, afirma que "a tecnologia de cores elegantes inventada por Bryce Bayer está por trás de quase todas as imagens digitais capturadas hoje".
De acordo com o Rochester Democrat and Chronicle, o trabalho de Bayer no filtro "ajudou a pavimentar o caminho para o desenvolvimento da primeira câmera digital operacional, um ano mais tarde". Steven Sasson, creditado como inventor da primeira máquina fotográfica digital, disse a esse jornal "que as contribuições de  Bayer foram não só pioneiras, mas proféticas", e abriram todo um novo campo de trabalho, pois na época da invenção do Filtre de Bayer os demais cientistas da Kodak nem mesmo imaginavam câmeras digitais. Segundo ele, "Bryce estava tentando descobrir como capturar cores com uma matriz bidimensional de sensores cegos à cor, e que acabou por ser um dos fundamentos da imagem digital. Ele resolveu um problema fundamental antes mesmo de o problema se apresentar para nós". Para Parulski, "a invenção de Bayer é o principal responsável por termos câmeras que são compactas e produzem imagens altamente precisas".

## Outras atividades profissionais
As contribuições de Bayer para a fotografia também incluem algoritmos que desempenham um papel crucial no armazenamento, melhora e impressão de imagens digitais.

## Homenagens e prêmios
Em 2009 Bayer foi premiado com a Progress Medal da Royal Photographic Society, "em reconhecimento de qualquer invenção, investigação, publicação ou outra contribuição que tenha resultado em um importante avanço no desenvolvimento científico ou tecnológico da fotografia ou da imagem no sentido amplo". Em 2012, Bayer recebeu a primeira Camera Origination and Imaging Medal da Society of Motion Picture and Television Engineers dos Estados Unidos.

## Vida pessoal
Bayer e sua esposa tiveram dois filhos, Douglas e David, e uma filha, Janet. Bayer morreu em 13 de novembro de 2012, em Bath, Maine, de uma "longa doença relacionada à demência", conforme disse seu filho Douglas disse ao New York Times.